# Parafia św. Wawrzyńca w Niepruszewie
Parafia Świętego Wawrzyńca – rzymskokatolicka parafia znajdująca się we wsi Niepruszewo, w gminie Buk, w powiecie poznańskim. Należy do dekanatu bukowskiego.
Parafia w Niepruszewie istniała już w I poł. XV wieku (zachowała się wzmianka z roku 1442).
W latach 40. XIX wieku proboszczem parafii był, po uwolnieniu z więzienia, działacz społeczny Franciszek Bażyński.